# Theo Maassen
Theodorus Wilhelmus Maassen (* 8. Dezember 1966 in Oegstgeest) ist ein niederländischer Kabarettist und Schauspieler aus Eindhoven.

## Leben
Erste große Erfolge hatte Maassen 1990, als er mit seiner Stand-Up-Comedy neben dem Groninger Studenten Cabaret Festival auch beim Cameretten, dem ältesten Kabarettfestival der Niederlande, den ersten Preis bekam. In den folgenden Jahren gewann er vor allem beim studentischen Publikum an Beliebtheit. Er ist bekannt dafür, dass er sich als kritischer Kabarettist mit politischen und gesellschaftlichen Themen auseinandersetzt.
Ab 2000 wurde er durch das Fernsehen landesweit populär. Zum einen wurden seine Bühnenprogramme aufgenommen und im Fernsehen ausgestrahlt. Zum anderen wirkte Maassen auch in niederländischen Fernsehserien mit und startete neben der Kabarettisten- eine Schauspielkarriere. Es folgten eine ganze Reihe Serien- und Filmrollen, darunter auch Hauptrollen z. B. in der 2002 auch in Deutschland veröffentlichten Filmkomödie Die geheimnisvolle Minusch.
Einen aufsehenerregenden Auftritt hatte er 2001 in einer Talkrunde, als er zum Thema Fußball-Erinnerungsstücke ein Exemplar des UEFA-Pokals aus einer Tasche zog. Er selbst hatte im Jahr zuvor die Trophäe, die die PSV Eindhoven 1978 gewonnen hatte, bei Filmaufnahmen im PSV-Stadion entwendet.
2004 nahm der Kabarettist eine Version des Rapsongs Doodsbedreiging (Todesdrohung) auf. Das Lied stammte ursprünglich von drei Haager Rappern, die wegen der darin enthaltenen Morddrohung gegen die Politikerin Ayaan Hirsi Ali verurteilt wurden. Maassen machte daraus einen Protestsong für das Recht auf freie Meinungsäußerung, der sogar in die niederländischen Charts kam.
Sein Kabarettprogramm Tegen beter weten in („Wider besseres Wissen“), sein fünftes Soloprogramm, machte das Jahr 2006 zum erfolgreichsten seiner bisherigen Karriere. Gleich drei renommierte Kleinkunstpreise bekam er in diesem Jahr verliehen: den Kritikerpreis der Kring van Nederlandse Theatercritici, den Prins Bernhard Cultuurfonds Theater Prijs und den Poelfinario für das beste Kabarettprogramm des Jahres.
Mit dem Titel Lauwe pis hatte er Anfang 2007 mit der Gruppe De Kapotte Kontjes einen typischen Karnevalshit, der zwei Wochen 
lang Nummer 1 der niederländischen Singlecharts war. In dem Lied, dessen Text Maassen zuerst in Tegen beter weten in vortrug, ironisiert er unter anderem die Weltpolitik der USA, islamistischen Terror und chinesisches Essen, verbunden mit Schilderungen seines Sexualverhaltens im Karneval. Lauwe pis bezieht sich auf den Refrain – Ze maken mij de pis niet lauw – und heißt wortwörtlich „Lau(warm)e Pisse“, wird in diesem Zusammenhang jedoch in übertragenem Sinne gebraucht. Die Bedeutung des Refrains reicht von „Sie machen mir keine Angst“ bis „Sie machen mich nicht verrückt“.

## Filmografie (Auswahl)
- 2001: Die geheimnisvolle Minusch (Minoes)
- 2003: Das Interview (Interview)
- 2004: Amazones
- 2006: Waltz (TV-Serie, sieben Folgen)
- 2006: Black Book (Zwartboek)
- 2006: Nachtrit
- 2008: Nothing To Lose (TBS)
- 2010: Das Geheimnis des Magiers, Das (Het geheim)
- 2010: New Kids Turbo
- 2012: Alles voor een Lach
- 2012: The Domino Effect
- 2013: Bros Before Hos

## Kabarettprogramme
- 1993–1995: Bepaalde dingen (nl.„Bestimmte Dinge“)
- 1995–1996: Neuk het systeem (nl.„Fick das System“)
- 1997–1998: Ruwe pit (nl. „Rauer Kern“ (Wortspiel auf „Raue Schale, weicher Kern“))
- 2001–2002: Functioneel naakt (nl.„Funktionell nackt“)
- 2005–2006: Tegen beter weten in (nl.„Wider besseres Wissen“)
- 2008–2009: Zonder pardon (nl.„Ohne Pardon“)
- 2011–2012: Met alle respect (nl.„Bei allem Respekt“)
- 2013: Einde oefening (nl.„Übungsende“)
- 2016–2017: Vankwaadtoterger (nl.„Immer schlimmer“)
- 2018–2020: Situatie gewijzigd (nl.„Situation geändert“)
- 2022–2023: Onbekend terrein (nl.„Unbekanntes Terrain“)
- 2024–2025: Onbegonnen werk (nl.„Vergebliche Mühe“ / „Überwältigende Aufgabe“ / „Unangefangene Arbeit“)